# 臺灣總督府商業專門學校
22°59′34″N 120°12′06″E / 22.992916°N 120.201560°E

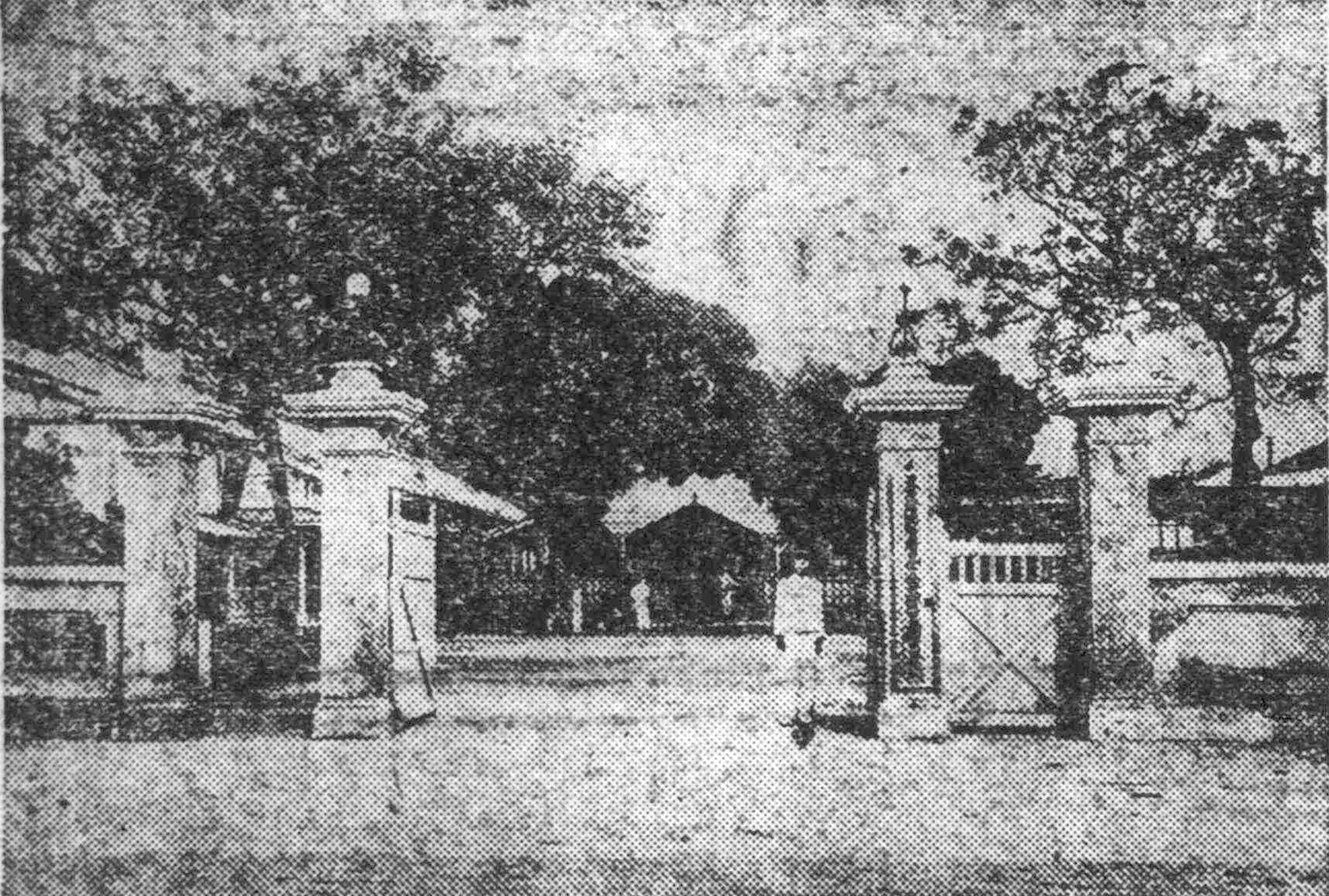
臺南高等商業專門學校校門

臺南高等商業專門學校（臺南高商）是日治時期臺南市的一所專門學校，屬高等教育之一類，成立於1926年至1929年，校址位在現今的永福國小，其前身可算是1919年成立的臺灣總督府商業專門學校（臺南商專）。
兩所學校時間成立的時間皆不長，但臺南高商和臺南商專是臺灣在1930年代前，唯一設置於臺北市以外的專門學校；而其設立和廢校的複雜歷程，顯示了因臺灣沒有獨立的議會，臺灣總督又容易隨日本內地政治的派系和更迭而換人，導致臺灣總督府政策不連續的問題。臺南高商在設立的三年後，即因應當局的工業發展政策而公告廢校，並被1931年設立的臺南高等工業學校（今成功大學）取代。

## 沿革

### 臺南商專成立與廢校(1919-1925)
臺灣總督府為了培養向南中國及南洋發展的商業人才，並基於臺日分開教育的基礎下，於1919年4月在臺北成立了供日人就讀的「臺灣總督府高等商業學校」（簡稱臺北高商，今臺大管理學院），設置本科，修業年限3年；以及在臺南成立主要供臺人就讀的「臺灣總督府商業専門學校」（簡稱臺南商），此臺南商專為當時臺灣唯一設置於臺北市外的專門學校。臺南商專設置預科和本科，學制皆為三年；預科招收公學校畢業者，本科招收預科結業，或是具有以臺人為對象的四年制中學校畢業程度的人。
臺南商專在1919年5月舉行入學試驗，在1919年9月27日舉行開校式，最初使用位於柱仔行街的原臺南第一小學校分教室作為臨時校舍。1920年4月1日，學校遷到位於大宮町的原臺南廳舍。其前兩年招收名額為150人，在1921年因一戰後的景氣回升，加上當局對於南向政策的期待，將招收名額增加為300人。臺南商專前三年報考預科人數相當多，分別為291人、749人、632人，然而實際入學的只有40人、44人、81人，離招收名額仍有段距離，亦顯示當時報考者普遍學力不足的情形。
然而在1922年，臺灣總督府為了因應內地延長主義政策的同化教育，修正《臺灣教育令》以實施日臺共學制度。此法令的修改，使總督府直轄的兩所商業類實業學校略嫌多餘，故當局遂決定將臺南商專廢校，在同年公告廢校並停止招生。在1925年3月，最後一批學生（1919年預科入學的一年級生）畢業後，臺南商專廢校。

### 臺南高商請願與成立(1926-1929)
由於臺灣的高等教育學校如臺北高商、醫學專門學校、高等農林學校皆位在臺北，臺南市的居民在臺南商專公告廢校的同年3月，即發起將「臺南商專」升格為「臺南高商」的運動，使在臺南的臺人、日人都能有就近受教的機會。另外，當局在當時曾有提議設立「高工」以替代廢校後的商專，但並無後續消息。
在伊澤多喜男總督於1924年上任後，新設臺南高商的呼聲再起。臺灣總督府在1926年8月再度討論臺南高商新設案，考量臺南市民強力請願，當局亦認為：「臺南作為商業中心，比起高工更適合設立高商。」故通過臺南高商設立案，準備進行相關籌設。1926年9月，「臺南高等商業學校」（臺南高商）正式設立，在臺南商專原址成立臨時校舍，臺南高商的老師也多為商專的老師。對於請願的市民來說，臺南高商具有以台灣人為本位的商專復活的意義；實際上，臺南高商的台灣人比例確實是比其他專門學校還多。另外，位於台北的「高等商業學校」則因此改名為「臺北高等商業學校」。
1927年，總督府向帝國議會提出臺南高商新校舍建設費預算，然而帝國議會在1928年1月解散，於是此預算案未成立，而後在報紙上再也沒有對於臺南高商校舍的討論。

### 改設立臺南高工
在上山滿之進總督上任後，其於1927年10月召開的臺灣總督府評議會中提出設置高等工業學校之建議。因當局認為臺灣設有兩所高等商業學校的數量過多，加上財政經費因素，使臺南高商在成立不久後又被廢除，而其中的交換條件是在臺南市設立高等工業學校。雖然臺南高商的學生和家長有提出不滿，但因方針大已底定，且大部分臺南市民接受改設高工的條件，使反對廢校的運動終歸沉寂。
1929年，臺南高工新設的預算案通過，於是臺南高商確定被廢校，臺南高商改為臺北高商臺南分校，直到分校學生畢業後將分校廢止。臺南高工擇另擇址於臺南市三分子新建校舍。

## 校地
臺南商專最初位於柱仔行街（幸町），在第二年搬到位於大宮町二丁目的原臺南縣廳舍（清代的臺灣道署廳舍），而臺南高商則沿用臺南商專校舍。臺南高商廢校後，臺南市役所於1930年自臺南州廳遷至此處至終戰。二戰後，此處改為臺南市中區第二國民學校，即現在的永福國小。

## 校長
| 學校     | 姓名     | 任期           |
| -------- | -------- | -------------- |
| 臺南商專 | 西山清澄 | 1919年         |
| 臺南商專 | 加藤正生 | 1920年至1925年 |
| 臺南高商 | 加藤正生 | 1926年至1929年 |

## 著名職員及學生
- 林茂生：東港人，臺南商專唯一的臺籍教授[1]。也是臺灣歷史上第一位取得東京帝大文學士和第二位取得哲學博士、第一位留美博士，逝世於二八八事件。
- 吳新榮：將軍區人，日治至戰後臺南知名文人、醫師、政治人物，同時也是民俗研究者。
- 陳紹馨：汐止人，為臺灣第一位社會學博士，致力於臺灣社會學、人類學及人口學研究，為臺灣日治至戰後的國際知名人類學家及社會學家。